# Диана Альвареш Перейра де Мелу, 11-я герцогиня Кадавал
Принцесса Диана Орлеанская, герцогиня Анжуйская и герцогиня Кадавал, урожденная Донна Диана Мариана Витория Алвареш Перейра де Мелу (род. 25 июля 1978, Женева, Швейцария) — португальская аристократка.

## Биография
Старшая дочь Жайме III Алвареша Перейры де Мелу (21 января 1913 — 31 июля 2001), 10-го герцога Кадавала (1935—2001), от второго брака с Клодин Маргаритой Марианной Триц. Внучка Нуно Альварес Перейра де Мело и Дианs де Грамон де Куаньи. Прадед - Арно де Грамон, основатель Высшей школы института оптики.
Диана изучала международные коммуникации в Американском университете Парижа. В настоящее время она является главой португальского герцогского дома Кадавал и его имущества, в состав которых входит Дворец герцогов Кадавал в Эворе и недвижимость в округе Сантарен.

## Преемственность
Отец Жайме III Алвареш Перейра де Мелу был дважды женат. 29 мая 1936 года в Лондоне он женился первым браком на Антуанетте Луизе Швейсгут (6 августа 1898 — 22 ноября 1982). Супруги имели двух дочерей и развелись. 3 февраля 1962 года в Лозанне вторично женился (был оформлен также церковный брак) на Клодин Триц (род. 4 августа 1943), от брака с которой также имел двух дочерей:
Таким образом у Дианы есть родная  и единокровные сестры:
- Донна Розалинда Аврора Фелисидаде Алвареш Перейра де Мелу (род. 2 июля 1936), муж с 1976 года Юбер Герран-Эрмес (род. 9 июля 1940), герцогини Кадавал-Эрмеш, так как она вышла замуж за наследника Hermès.
- Донна Мария Грациелла Консуэлу Алвареш Перейра де Мелу (род. 8 апреля 1938), муж с 1977 года Мариу-Жуан Гамериу Лагоа (род. 1929)
- Донна Александра Евгения Алвареш Перейра де Мелу (род. 27 января 1982, Нью-Йорк)

Также у герцога был один внебрачный сын:
- Жайме Алвареш Перейра де Мелу (род. 1946)

Когда 88-летний Жайме Алвареш Перейра де Мелу, 10-й герцог де Кадавал, скончался в 2001 году за наследство стали спорить его старшие дочери от обоих браков, Розалинда и Диана. Дон Дуарте Пиу, герцог Браганса, действующий глава королевского дома Браганса и руководитель Совета португальской знати, признал Диану Алвареш Перейра де Мелу 11-й герцогиней Кадавал. Он пожаловал её старшей сводной сестре Розалинде новый титул герцогини Кадавал-Эрмеш, так как она вышла замуж за Юбера Герран-Эрмеса, наследника Hermès.

## Брак
21 июня 2008 года Донна Диана Алварес Перейра де Мелу вышла замуж за принца Шарля Филиппа Мари Луи, герцога Анжуйского (род. 3 марта 1973, Париж), старшего сына Мишеля Жозефа Бенуа Мари, графа д’Эвре (род. 1941) и Беатрис Паскье де Франкло (род. 1941). Шарль-Филипп является членом Орлеанского дома.
Церемония бракосочетания состоялась в португальском городе Эвора. Невесту к алтарю вел её крестный отец — Дуарте Пиу (герцог Браганса).
Муж и жена являются Капетингами, то есть потомками по мужской линии французского короля Роберта II Благочестивого (972—1031). Диана ведет своё происхождение от Роберта I, герцога Бургундского, младшего сына короля, а Шарль-Филипп от короля Франции Генриха I, старшего сына Роберта II.
Дети Дианы от Шарля-Филиппа будут носить титул «принц/принцесса Орлеанские» и стиль «Королевское Высочество». Их дети, возможно, не будут наследовать герцогский титул матери, а получат наследственные дворянские титулы из исторических удельных княжеств французской королевской семьи.
22 февраля 2012 года в Лиссабоне у супругов Шарля-Филиппа и Дианы родилась дочь принцесса Изабелла Орлеанская. Принцесса получила имя в честь своей прабабушки, графини Парижской Изабеллы Орлеанской (1911—2003), жены принца Генриха Орлеанского. Её крестными родителями были принцесса Дора фон Лёвенштейн и принц Астурийский Филипп де Бурбон, будущий король Испании.

## Титулы и стили
- 25 июля 1978 — 30 июля 2001 — Донна Диана Мариана Витория Алвареш Перейра де Мелу и Триц
- 30 июля 2001 — 21 июня 2008 — Донна Диана Мариана Витория Алвареш Перейра де Мелу и Триц, 11-я герцогиня Кадаваль
- 21 июня 2008 — настоящее время — Её Королевское Высочество Диана Орлеанская, 11-й герцогиня де Кадавал, герцогиня Анжуйская